# Пішак жовтоокий
Пішак жовтоокий (Cinclosoma ajax) — вид горобцеподібних птахів родини Cinclosomatidae.

## Поширення
Ендемік Нової Гвінеї. Трапляється вздовж південного і західного узбережжя затоки Чендеравасіх, на південних схилах гір Бісмарка, вздовж південного узбережжя на південь від річки Флай та південно-східного узбережжя на східних і південних схилах гір Оуен Стенлі. Живе у дощових та мусонних лісах з наявністю густого підліску, до 800 м над рівнем моря.

## Опис
Птах середнього розміру, завдовжки до 23 см. Тіло міцної статури з округлою головою, коротким, клиноподібним дзьобом, міцними ногами та довгим хвостом з квадратним кінцем. Верхня частина тіла червонувато-коричневого забарвлення. Черево — біле. Груди та лицьова маска у самців чорні, у самиць коричневі. Крім того у самиць біле горло (у самців чорне) та білі брови. У самців є білі вуса, що відсутні у самиць. Боки та деякі криючі крил помаранчеві. Дзьоб і ноги чорнуваті, а очі, досить великі, жовті.

## Спосіб життя
Наземний птах, літає рідко та неохоче. Активний вдень. Трапляється поодинці або парами, рідше невеликими зграйками. Живиться комахами, на яких полює на землі, рідше насінням та ягодами. Про розмноження виду бракує даних.